# Десмостилії
Десмостилії (лат. Desmostylia) — вимерлий ряд морських ссавців, що жили близько 30,8-7,25 млн років тому. Десмостилії що жили в олігоцені і міоцені по берегах Тихого океану, мали дві пари кінцівок і могли пересуватися як по воді, так і по суші. По суші вони пересувалися дуже незграбно, оскільки їхні кінцівки були широко розставлені в сторони. З іншого боку, існують альтернативні реконструкції роду Paleoparadoxia як пальцеходячої тварини. У воді гребли переважно передніми ногами, як білі ведмеді. Мабуть, мешкали в естуаріях річок, живилися водоростями. Довжина черепа найбільших видів (наприклад, Desmostylus hesperus) доходила до 90 см, довжина Desmostylia досягала 1,8 м, маси — понад 200 кг.

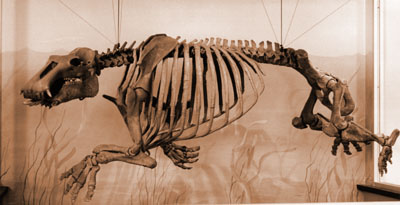
Скелет Desmostylia

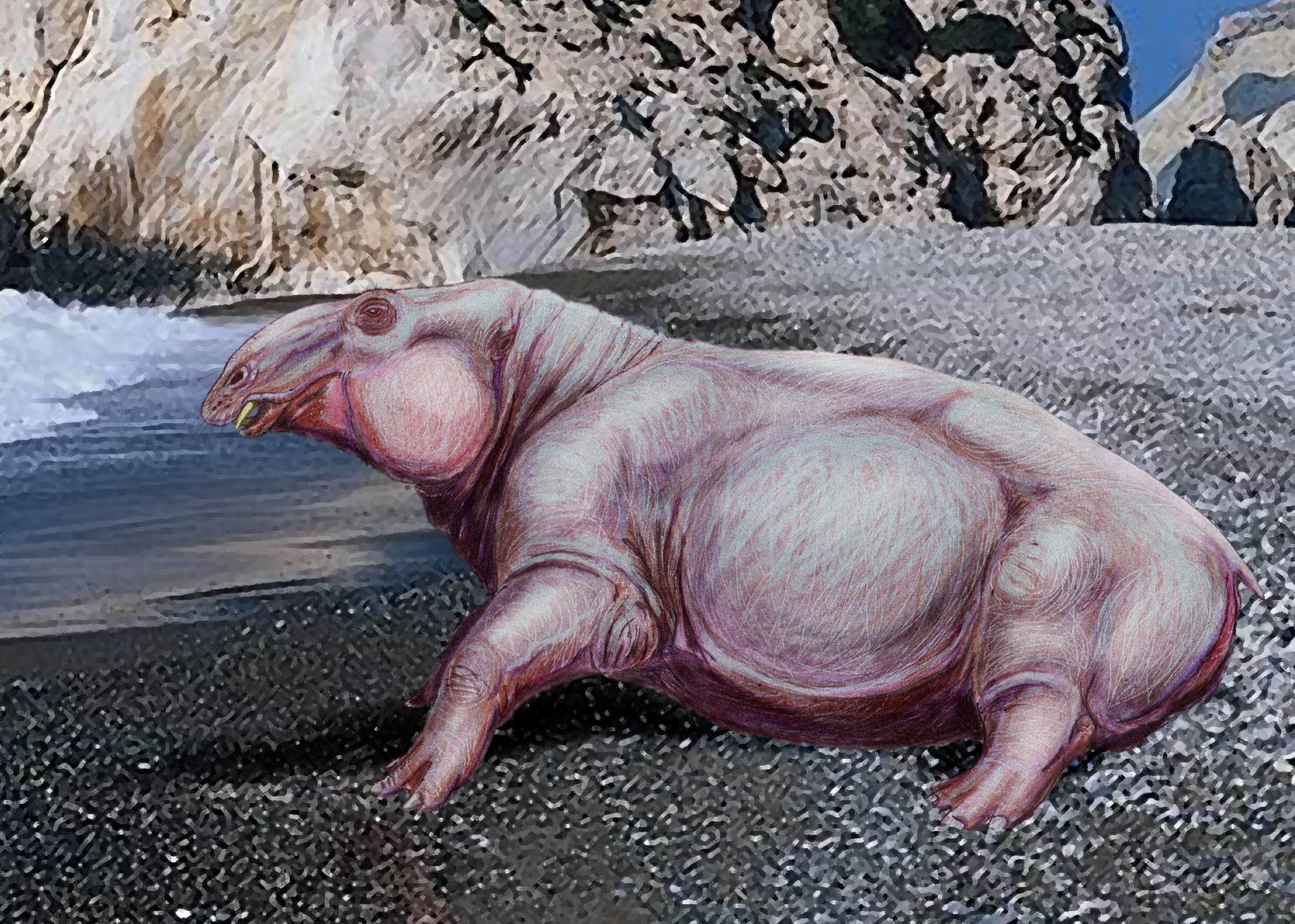
Desmostylus hesperus — пізній міоцен Каліфорнії і Сахаліну

Тварини, ймовірно, рослиноїдні. Будова їхніх корінних зубів украй незвичайна (з емалевих циліндрів, що злилися разом). Спочатку Desmostylia вважали родичами однопрохідних. Пізніше вдалося довести їх близькість до примітивних хоботних і сирен. У свій час сирен і Desmostylia об'єднували в один ряд. Подібність із слонами помітна у наявності збільшених верхніх і нижніх різців, але збільшені і ікла (на відміну від хоботних).
Рештки Desmostylia виявлено у Каліфорнії і в Японії, а також на Камчатці і Сахаліні.

## Ресурси Інтернету
- Десмостилы - Вимерлі тварини вікі